# Kokad
Kokad es un pueblo húngaro perteneciente al distrito de Derecske, condado de Hajdú-Bihar.

## Superficie
Cuenta con una superficie de 16,10 km².

## Demografía
Hasta 2024 la población era de 521 habitantes, con una densidad de población de 32,36 hab/km².
| Gráfica de evolución demográfica de Kokad entre 2020 y 2024 |
|                                                             |
| Datos según la Oficina Central de Estadística de Hungría.   |